# 게임보이 미크로
게임보이 미크로(영어: Game Boy Micro, 일본어: ゲームボーイミクロ)는 닌텐도의 휴대용 게임기이다. 일본에서는 슈퍼 마리오브라더스의 발매 20주년이 되는 2005년 9월 13일에 발매를 개시하였다. 대한민국에서는 대원미디어에서 정식 수입하여 발매하였다.

## 개요
게임보이 시리즈의 마지막 제품이며, 게임보이 어드밴스를 소형화한 제품이다. 케이스의 소재는 알루미늄을 사용했고, 게임보이 어드밴스 SP와 같이 앞쪽에 카트리지 슬롯이 있다.
하드웨어 사양은 게임보이 어드밴스 SP와 같다고 발표되었지만, 게임보이 및 게임보이 컬러용 게임은 동작하지 않고 게임보이 어드밴스용 게임만 동작한다.
게임보이 미크로에는 전용 AC 어댑터와 본체용 주머니가 포함된다. 또한 AC 어댑터나 통신 케이블 등의 주변 기기는 모두 하나의 단자를 사용하기 때문에 동시에 사용할 수 없다. 또 본체 앞부분을 떼어내 외장을 바꿀 수 있다는 것이 특징이다.

## 규격
- 크기: 가로 101mm, 세로 50mm, 두께 17.2mm
- 무게: 80g
- 화면: 2인치 TFT
- 전원: 내장식 리튬이온 전지 (약 2.5시간의 충전으로 6~10시간 사용가능)
- 단자: 독자 규격 커넥터 (통신, 충전용), 3.5mm 이어폰 잭

## 발매일
- 일본－2005년 9월 13일
- 북미－2005년 9월 19일
- 중국－2005년 10월 1일
- 호주 - 2005년 11월 3일
- 유럽－2005년 11월 4일

## 같이 보기
- 게임보이 어드밴스